# Hypidalia luteoalba
Hypidalia luteoalba är en fjärilsart som beskrevs av Rothschild 1935. Hypidalia luteoalba ingår i släktet Hypidalia och familjen björnspinnare. Inga underarter finns listade i Catalogue of Life.